# Elmer Booth
William Elmer Booth (Los Angeles, 9 dicembre 1882 – Los Angeles, 16 giugno 1915) è stato un attore statunitense.

## Filmografia parziale
- The Oath and the Man, regia di David W. Griffith (1910)
- Fate's Turning, regia di David W. Griffith (1911)
- What Shall We Do with Our Old?, regia di David W. Griffith (1911)
- The Narrow Road, regia di D.W. Griffith (1912)
- An Interrupted Elopement, regia di Mack Sennett (1912)
- In the North Woods, regia di D.W. Griffith (1912)
- Il nemico sconosciuto (An Unseen Enemy), regia di David W. Griffith (1912)
- Two Daughters of Eve, regia di David W. Griffith (1912)
- So Near, Yet So Far, regia di D.W. Griffith (1912)
- A Feud in the Kentucky Hills, regia di D.W. Griffith (1912)
- In the Aisles of the Wild, regia di D.W. Griffith (1912)
- I moschettieri di Pig Alley (The Musketeers of Pig Alley), regia di David Wark Griffith (1912)
- Gold and Glitter, regia di David W. Griffith (1912)
- My Baby, regia di D.W. Griffith (1912)
- The Informer, regia di D.W. Griffith (1912)
- Brutality, regia di D.W. Griffith (1912)
- Drink's Lure, regia di D.W. Griffith (1913)
- The Unwelcome Guest, regia di D.W. Griffith (1913)
- The Adopted Brother, regia di W.C. Cabanne (1913)
- An Unjust Suspicion, regia di Christy Cabanne (1913)
- Mrs. Black Is Back, regia di T.N. Heffron (1914)
- Brave and Bold, regia di Eddie Dillon (1915)
- Unwinding It (1915)